# Jean-Yves Royer
Pour les articles homonymes, voir Royer.
 (mai 2020).
Jean-Yves Royer, né le 12 octobre 1944 à Digne-les-Bains (Alpes-de-Haute-Provence), est un défenseur de la culture occitane, chercheur, écrivain et conférencier.

## Biographie

### Famille
Jean-Yves Royer est né en 1944 à Digne-les-Bains, en France,. Il a été élevé à Forcalquier par sa grand-mère, de qui il a reçu les bases de la culture occitane traditionnelle,, dans le domaine de la langue (dires, contes, proverbes, chansons...) comme dans celui de la vie quotidienne et de la cuisine.

### Études et formations
Après des études de psychologie, il exerce divers métiers : berger, enseignant, sommelier, comédien, journaliste puis historien et « découvreur d'archives »,.
Il est aussi chevrier, peintre, sculpteur, carillonneur à l’occasion… Parallèlement, il poursuit des recherches sur la vie quotidienne occitane au Moyen Âge.

### Activités
Auteur d’ouvrages d’histoire et d’ethnologie, éditeur de manuscrits médiévaux en langue d’oc, collaborateur de nombreux périodiques (premier article paru : dans Les Alpes de Lumière en 1962), il est également écrivain et conteur occitan (première publication en oc : dans Viure en 1967). Il travaille à la collecte, à l’étude et à la publication des énoncés formalisés de l’oralité dans la tradition provençale. 
Journaliste et chroniqueur, il est l'auteur de nombreux articles, tant sur le Net que dans la presse écrite, dont notamment une chronique hebdomadaire en provençal (signée L’agachaire) dans La Provence (édition Alpes) depuis 1997. Sonnettiste (Prix Jaufré-Rudel 2007 pour Les Temps Passats), il a aussi écrit des paroles, voire des spectacles complets, pour plusieurs chanteurs d’oc.
Conférencier sur tous ces sujets, il intervient fréquemment dans l’enseignement, de la Maternelle à l’Université, sur la langue et la culture provençales (donnant par exemple, de 1999 à 2006, pour le compte du conseil général des Alpes-de-Haute-Provence, des cours hebdomadaires aux huit niveaux d’une école primaire).
Il participe à de nombreuses émissions de radio et de télévision, ainsi qu’à plusieurs films (tant comme acteur que comme scénariste).
Militant associatif de longue date, il sera également, de 1989 à 1995, maire-adjoint de Forcalquier, chargé des affaires culturelles. 

### Distinctions
Nommé chevalier dans l’ordre national des Arts et des Lettres en 1999. Reçoit en 2010 le cinquantième Grand Prix Littéraire de Provence.

## Ouvrages

### Essais
- Nouveaux regards sur l'histoire de Forcalquier : des origines à la fin de l'indépendance, Les Amis de Forcalquier, 1977.
- Noëls de bêtes et santons de bois, Les Alpes de Lumière, 1981.
- Forcalquier, (monographie), Odim, Forcalquier, 1986.
- Isabeau de Canelle, spectacle écrit et mis en scène pour les écoles de Forcalquier, 1988.
- Cantar, le chant droit de haute Provence, Dauphin, sans date (vers 1990).
- Forcalquier, Le Temps Retrouvé, Equinoxe, Marguerittes, 1991.
- Le Pays de Forcalquier, Le Temps Retrouvé, Equinoxe, Marguerittes, 1992.
- L’ailloli, la daube et la soupe au pistou, Cairanne tradition provençale, 1994.
- Le Gros Souper, Histoire d'une tradition, Cairanne tradition provençale, 1995.
- Le village perché, Histoire d'une tradition, Cairanne tradition provençale, 1996.
- Un alambic au pied de la montagne (des droguistes de Lure aux distillateurs de Forcalquier), Volx, 1998.
- Quoi avec l’apéro ? Ce que l’on sert traditionnellement en Provence avec l’apéritif en général et le pastis en particulier, Slow Food, Convivium haute Provence, 2010.
- Le lectionnaire enchanté, à la découverte du patrimoine de Forcalquier, Mairie de Forcalquier, sans date (2013)[7].
- La Provence, Noël et les bergers, 2019

### Édition de documents occitans médiévaux
- Forcalquier au temps de la peste : délibérations du conseil municipal 1478-1479, Esmenjaud, 1978[8].
- L'engienh bec de grua (La construction d'une grue à Apt en 1431, texte provençal inédit publié, traduit et annoté), Odim, Forcalquier, 1980.
- Le Roi, la bastide et les deux seigneurs : supplique au roi René du seigneur et de la communauté de Cucuron (Vaucluse) : texte provençal inédit de 1474, Institut d'Estudis Occitans Vaucluse, Escòla Occitana en Provença, 1981.
- Avec Noé de Barras, Le journal de Noé de Barras : un entrepreneur de transhumance au XVe siècle, Les Alpes de lumière, 1988.
- Le partage des eaux à Puget-Théniers au XVIe siècle, (texte provençal présenté, publié, traduit et annoté), in « Au fil de l’eau », Ecomusée du pays de la Roudoule, Nice, 2001.

### Poèmes et contes occitans
- Lo campanier e lei topins, revue Viure, Annada 03, no 9, 1967.
- Un manescrich ? Obradors, Novèla Tièra 1, Centre d’études occitanes, Université Paul-Valéry, Montpellier, sans date (1973).
- Nòu còntes nòus d'entre Ròse e Durença, les Alpes de lumière, 1979.
- Obras en rimas, Odim, Forcalquier, 1980.
- Cronica gastronomica, Jorn no 2, Lyon, 1981.
- Un 24 de decembre a Sant-Michèu, Lou Liame de San Micheu, Saint-Michel-l’Observatoire, 1981.
- Lo caladaire, Jorn, 1997.
- Lo Pèire, Armanac de Mesclum, Annada 1998, Marseille, 1997.
- Les temps passats = Les temps passés, Jorn, 2006. Prix Jaufré-Rudel 2007[9],[10].
- Joan dei pèiras, conte musical, texte provençal et traduction française (publication incomplète, où figurent seules deux des douze chansons), in « la pierre le bois », Verdons no 19, Aups, avril 2006[11].
- La bigòta dau Chastelard, suivie d’une traduction française d’Alain Barthélémy-Vigouroux, 50e grand prix littéraire de Provence, Ventabren, 2010.

## Anthologies
Jean-Yves Royer a aussi publié ses œuvres dans diverses anthologies :
- Poësia occitana d'ara (1982),
- Poètes provençaux d'aujourd'hui (1997),
- Lodève, voix de la méditerranée, Anthologie 2008 (2008),
- Par tous les chemins, florilège poétique des langues de France (2019)

## Chansons
Vers 1970, des chanteurs provençaux découvrent la chanson occitane. La plupart, désireux de chanter en langue d'oc leurs œuvres écrites en français, demandent à Jean-Yves Royer de les leur traduire ou d’en écrire pour eux[source insuffisante], avant de composer eux-mêmes directement en provençal. C’est le cas notamment de Nicòla, Beltrame, ou Estèla et d’autres plus tard, qui composeront aussi des musiques sur des poèmes de cet auteur

## Filmographie
- Balat, création cinématographique librement inspirée de l’œuvre poétique de Jean-Yves Royer, chanté par René Sette, accompagné au piano par Olivier Maurel, 2016[13],[14].
- La Provence au Galaup. Portrait de Jean-Yves Royer, TV Sud Provence, 2016.